# 앤 커티스 (배우)
앤 커티스(Anne Curtis, 1985년 2월 17일 ~ )는 필리핀, 오스트레일리아의 배우, 가수이다.

## 출연 작품
- 한여름 밤의 꿈 (1968)